# Дискография Killing Joke
Дискография британской рок-группы Killing Joke включает в себя 15 студийных альбомов, семь концертных альбомов, 14 сборников, пять мини-альбомов, 31 синглов и четыре видеоальбома. Группа была сформирована в конце 1978 - начале 1979 года в Ноттинг-Хилл, Лондон, Англия.

## Альбомы

### Студийные альбомы
| Год                                                                                    | Альбом                                                                         | Позиции в чартах | Позиции в чартах | Позиции в чартах | Позиции в чартах | Позиции в чартах | Позиции в чартах | Позиции в чартах | Сертификации |
| Год                                                                                    | Альбом                                                                         | UK               | FIN              | FRA              | NL               | NZ               | SWE              | US               | Сертификации |
| -------------------------------------------------------------------------------------- | ------------------------------------------------------------------------------ | ---------------- | ---------------- | ---------------- | ---------------- | ---------------- | ---------------- | ---------------- | ------------ |
| 1980                                                                                   | Killing Joke - Дата релиза: октябрь 1980                                       | 39               | —                | —                | —                | —                | —                | —                |              |
| 1981                                                                                   | What's THIS For...! - Дата релиза: 22 июня 1980                                | 42               | —                | —                | —                | —                | —                | —                |              |
| 1982                                                                                   | Revelations - Дата релиза: 5 июля 1982                                         | 12               | —                | —                | —                | 33               | —                | —                |              |
| 1983                                                                                   | Fire Dances - Дата релиза: 15 июля 1983                                        | 29               | —                | —                | —                | —                | —                | —                |              |
| 1985                                                                                   | Night Time - Дата релиза: 11 февраля 1985                                      | 11               | —                | —                | 10               | 8                | 50               | —                | UK: Золотой  |
| 1986                                                                                   | Brighter Than a Thousand Suns - Дата релиза: 10 ноября 1986                    | 54               | —                | —                | —                | —                | —                | 194              |              |
| 1988                                                                                   | Outside the Gate - Дата релиза: 6 июня 1988                                    | 92               | —                | —                | —                | —                | —                | —                |              |
| 1990                                                                                   | Extremities, Dirt and Various Repressed Emotions - Дата релиза: 12 ноября 1990 | 16               | —                | —                | —                | —                | —                | —                |              |
| 1994                                                                                   | Pandemonium - Дата релиза: 2 августа 1994                                      | 71               | —                | —                | —                | —                | —                | —                |              |
| 1996                                                                                   | Democracy - Дата релиза: 1 апреля 1996                                         | 43               | —                | —                | —                | —                | —                | —                |              |
| 2003                                                                                   | Killing Joke - Дата релиза: 28 июля 2003                                       | 71               | —                | 108              | 100              | —                | —                | —                |              |
| 2006                                                                                   | Hosannas from the Basements of Hell - Дата релиза: 3 апреля 2006               | 72               | —                | 173              | —                | —                | —                | —                |              |
| 2010                                                                                   | Absolute Dissent - Дата релиза: 27 сентября 2010                               | 71               | 37               | 113              |                  | —                | —                | —                |              |
| 2012                                                                                   | MMXII - Дата релиза: 2 апреля 2012                                             | 44               | 9                | 134              | —                | —                | —                | —                |              |
| 2015                                                                                   | Pylon - Дата релиза: 23 октября 2015                                           | 16               | —                | 98               | 70               | —                | —                | —                |              |
| "—" обозначает релизы, которые не попали в чарты или не были выпущены в данной стране. |                                                                                |                  |                  |                  |                  |                  |                  |                  |              |

### Концертные альбомы
| Год  | Альбом                                             | Позиция в чартах |
| Год  | Альбом                                             | UK               |
| ---- | -------------------------------------------------- | ---------------- |
| 1982 | The Unperverted Pantomime                          | —                |
| 1982 | Ha                                                 | 66               |
| 1989 | The Courtauld Talks                                | —                |
| 1995 | BBC in Concert                                     | —                |
| 2001 | No Way Out but Forward Go                          | —                |
| 2005 | XXV Gathering: Let Us Prey                         | —                |
| 2008 | The Original Unperverted Pantomime                 | —                |
| 2008 | Live at the Forum                                  | —                |
| 2009 | Requiem                                            | —                |
| 2009 | The Gathering 2008                                 | —                |
| 2011 | Down by the River                                  | —                |
| 2015 | Live at the Hammersmith Apollo 16.10.2010 Volume 1 | —                |
| 2015 | Live at the Hammersmith Apollo 16.10.2010 Volume 2 | —                |
| 2016 | The Great Gathering                                | —                |
| 2018 | Laugh at Your Peril (Live in London)               | —                |
| 2018 | Laugh at Your Peril (Live in Berlin)               | —                |
| 2019 | Malicious Damage (Live at the Astoria)             | —                |
| 2021 | Total Invasion: Live in the USA                    | —                |

### Сборники
| Год  | Альбом                                               |
| ---- | ---------------------------------------------------- |
| 1990 | An Incomplete Collection 1980-1985                   |
| 1992 | Laugh? I Nearly Bought One!                          |
| 1995 | Wilful Days                                          |
| 1996 | Alchemy – The Remixes - Примечание: Альбом ремиксов  |
| 1998 | Wardance – The Remixes - Примечание: Альбом ремиксов |
| 2003 | The Unperverted Pantomime                            |
| 2004 | Chaos for Breakfast                                  |
| 2004 | For Beginners                                        |
| 2007 | Inside Extremities: Mixes, Rehearsals and Live       |
| 2007 | Bootleg Vinyl Archive Vol. 1                         |
| 2007 | Bootleg Vinyl Archive Vol. 2                         |
| 2008 | Rmxd - Примечание: Альбом ремиксов                   |
| 2008 | The Peel Sessions 1979–1981                          |
| 2008 | Duende - The Spanish Sessions                        |
| 2013 | The Singles Collection 1979-2012                     |
| 2014 | Killing Joke in Dub - Примечание: Альбом ремиксов    |

## Мини-альбомы
| Год  | Альбом                                  |
| ---- | --------------------------------------- |
| 1979 | Turn to Red - Дата релиза: октябрь 1979 |
| 1995 | Jana Live - Дата релиза: февраль 1995   |
| 2010 | In Excelsis                             |
| 2022 | Lord of Chaos - Дата релиза: Март 2022  |